# Avant l'aube (film, 2011)
Pour les articles homonymes, voir Avant l'aube et Aube.
Ne doit pas être confondu avec Avant l'aube (film, 2013).
Pour plus de détails, voir Fiche technique et Distribution.
Avant l'aube est un film français réalisé par Raphaël Jacoulot, sorti le 2 mars 2011.

## Synopsis
Frédéric travaille dans un grand hôtel à la montagne. C'est l'hiver, il neige et un client disparaît. 
Frédéric suspecte la famille qui l'emploie mais il protège son patron, cet homme qui lui donne l'affection qu'il n'a pas eue. Bientôt, il est mis en danger.

## Fiche technique
- Titre : Avant l'aube
- Titre anglais : Before the Dawn
- Titre canadien : The Night Clerk
- Réalisation : Raphaël Jacoulot
- Scénario : Lise Macheboeuf et Raphaël Jacoulot
- Photographie : Benoit Chamaillard (AFC)
- Décors : Denis Renault (ADC)
- Costumes : Judy Shrewsbury
- Maquillage : Fabienne Adam
- Coiffure : Céline Van Heddegem
- Montage : Myriam Strugalla
- Cascades : Dominique Fouassier et Roland Neunreuther
- Son : Carlo Thoss, Pia Dumont, Michel Schillings
- Musique originale : André Dziezuk
- Budget : 6,69M€[1]
- Producteurs : Dominique Besnehard, Anne Derré et Michel Feller
- Sociétés de production : Mon Voisin Production, Iris Productions, TF1 Films Production, UGC Images, Canal+ et France 3 Cinéma
  - Soutiens à la production : France Télévisions, CinéCinéma, Région Midi-Pyrénées, Ministère de la Culture et de la Communication, CNC, FONSPA, Sofica Valor 8, La Banque Postale Image 3, Uni Étoile 7, Soficinéma 6
- Coproducteur : Nicolas Steil
- Sociétés de distribution : TF1 International (Monde), UGC Distribution (France), Benelux Film Distributors (Belgique), Pathé Films (Suisse), Dutch FilmWorks et Film1 (Pays-Bas)
- Pays d'origine :  France et  Luxembourg
- Durée : 104 minutes
- Genre : thriller
- Langue : français
- Format : couleur, 2.35:1
- Visa d'exploitation no 119343
- Box-office : 142 102 entrées en France et en Suisse[2] (sortie dans ces pays le 2 mars 2011)

## Distribution
- Jean-Pierre Bacri : Jacques Couvreur, le directeur du « Grand Hôtel des Aiglons »
- Vincent Rottiers : Frédéric Boissier, 25 ans, employé de l'hôtel
- Ludmila Mikaël : Michèle Couvreur, la femme de Jacques
- Sylvie Testud : l'inspecteur Sylvie Poncet, de la SRPJ de Pau
- Xavier Robic : Arnaud Couvreur, le fils unique de Jacques et Michèle
- Céline Sallette : Julie Couvreur, la femme d'Arnaud
- India Hair : Maud, la petite amie de Frédéric, ouvrière dans une usine d'embouteillage d'eau minérale
- François Perrot : Paul Couvreur, le père de Jacques
- Pierre-Felix Gravière : Olivier, le collègue de Frédéric à l'hôtel
- Marc Brunet : le capitaine de gendarmerie Barthod
- Marc Saez : Raphaël Cassany, le promoteur immobilier disparu
- Robin Vies : le veilleur de nuit
- Nicolas Jouhet : Henri
- Philippe Vendan-Borin : l'assistant de Sylvie
- Priscilla Attal : Sandrine
- Patrick Hastert : Jacky
- Christian Cazenave : le cuisinier
- Véronique Fauconnet (lb) : la fleuriste

## Autour du film
- Lieux de tournage[3],[4] :
- Andorre : Ville d'Andorre, Escaldes-Engordany;
- Luxembourg : Luxembourg, Echternach et Strassen;
- Hautes-Pyrénées : Gavarnie, Gèdre, Tarbes, Luz-Saint-Sauveur, Esquièze, Barèges, Cauterets, Pierrefitte-Nestalas, Soulom, Argelès-Gazost, Lourdes, La Barthe-de-Neste, Sassis.